# Joanne Love
Pour les articles homonymes, voir Love.
Joanne "Jo" Love  est une footballeuse internationale écossaise née le 6 décembre 1985 à Paisley, en Écosse. Actuellement avec Glasgow City, elle joue au poste de milieu de terrain.

## Biographie
Elle fait ses débuts en équipe nationale en 2002, lors de l'Algarve Cup.
En août 2014, Love décroche sa 150e cape de sélection en équipe nationale.
Elle participe à l'euro 2017.
Elle fait partie des 23 joueuses retenues afin de participer à la Coupe du monde 2019 organisée en France,.